# Cédric Staudenmayer
Cédric Staudenmayer (* 1998 in Weinstadt) ist ein deutscher Koch. 

## Werdegang
Nach der Ausbildung im Restaurant Cube in Stuttgart kochte Staudenmayer im Restaurant Ophelia bei Dirk Hoberg in Konstanz (zwei Michelinsterne) und im Restaurant Schwarzwaldstube bei Torsten Michel in Baiersbronn (drei Michelinsterne).
Im November 2022 eröffnete er sein Restaurant Cédric in Weinstadt (Ortsteil Beutelsbach) neben dem von seiner Mutter betriebenen Weinstadt-Hotel. Das ehemalige Gasthaus Krone, das schon sein Großvater bewirtete, wurde behutsam renoviert. 2024 wurde das Restaurant mit einem Michelinstern ausgezeichnet. Der Guide Michelin lobt „eine ambitionierte Küche mit saisonal-regionalem Bezug, die aus einer klassischen Basis heraus modern umgesetzt wird“.
Er bereitet seine Menüs alleine zu.

## Auszeichnungen
- 2024: Ein Michelinstern für das Restaurant Cédric in Weinstadt[3]
- 2024: Michelin Young Chef Award[5]